# Aristidis Rapanakis
Aristidis Rapanakis (en griego: Αριστίδης Ραπανάκης; 11 de febrero de 1954-22 de octubre de 2022) fue un deportista griego que compitió en vela en la clase Soling.
Participó en los Juegos Olímpicos de Moscú 1980, obteniendo una medalla de bronce en la clase Soling. Ganó una medalla de plata en el Campeonato Mundial de Soling de 1981.

## Palmarés internacional
| Juegos Olímpicos   | Juegos Olímpicos | Juegos Olímpicos  | Juegos Olímpicos |
| Año                | Lugar            | Medalla           | Clase            |
| ------------------ | ---------------- | ----------------- | ---------------- |
| 1980               | Moscú (URSS)     | Medalla de bronce | Soling           |
| Campeonato Mundial |                  |                   |                  |
| Año                | Lugar            | Medalla           | Clase            |
| 1981               | Anzio (Italia)   | Medalla de plata  | Soling           |